# Khu Brent của Luân Đôn
Khu Brent của Luân Đôn (tiếng Anh: London Borough of Brent) là một khu tự quản Luân Đôn thuộc vùng Tây Bắc Luân Đôn, Anh, là một phần của vùng Ngoại Luân Đôn. Khu vực chính trung tâm là Wembley.
Brent tiếp giáp với Harrow về phía tây bắc, Barnet về phía đông bắc, Camden về phía đông; Ealing, Hammersmith và Fulham, Kensington và Chelsea về phía nam; Westminster về phía đông nam.
Brent là vùng đất phức hợp thương mại, công nghiệp và cư trú.

### Đoạn phim
- Brent Council YouTube channel